# نجم أباد (نظر أباد)
نجم‌ أباد هي قرية في مقاطعة نظر أباد، إيران. عدد سكان هذه القرية هو 3,757 في سنة 2006.